# Zeev Rudnick
Pour les articles homonymes, voir Rudnick.
Zeev Rudnick ou Ze'ev Rudnick (né en 1961 à Haïfa, Israël) est un mathématicien, spécialisé en théorie des nombres et en physique mathématique, notamment le Chaos quantique. Rudnick est professeur à l'École des sciences mathématiques et titulaire de la chaire Cissie et Aaron Beare en théorie des nombres à l'Université de Tel Aviv.

## Biographie
Rudnick obtient son doctorat de l'Université Yale en 1990 sous la direction d'Ilya Piatetski-Shapiro et Roger Evans Howe.
Rudnick rejoint l'Université de Tel Aviv en 1995, après avoir travaillé comme professeur assistant à Princeton et Stanford. En 2003–4, Rudnick est professeur invité à Leverhulme à l'Université de Bristol et en 2008–2010 et 2015-2016, il est membre de l'Institute for Advanced Study de Princeton.
En 2012, Rudnick est nommé membre de l'American Mathematical Society.
Rudnick étudie différents aspects du chaos quantique et de la théorie des nombres. Il contribue à l'une des découvertes concernant la fonction zêta de Riemann, à savoir que les zéros de Riemann semblent afficher les mêmes statistiques que ceux que l'on pense être présents dans les niveaux d'énergie des systèmes chaotiques quantiques et décrits par la théorie des matrices aléatoires. Avec Peter Sarnak, il formule les conjectures d'ergodicité quantique unique pour les fonctions propres sur les variétés à courbure négative et étudie la question découlant du chaos quantique dans d'autres modèles arithmétiques tels que la carte Quantum Cat (avec Par Kurlberg) et le tore plat (avec CP Hughes et avec Jean Bourgain). Un autre intérêt est l'interface entre l'arithmétique des corps de fonctions et les problèmes correspondants dans les corps de nombres.
Il est membre de l'American Mathematical Society en 2012 et reçoit le Prix Erdős de l'Union mathématique d'Israël en 2001.

## Publications
- Duke, Rudnick et Sarnak, « Density of integer points on affine homogeneous varieties », Duke Mathematical Journal, vol. 71,‎ 1993, p. 143–179 (DOI 10.1215/S0012-7094-93-07107-4, MR 1230289)
- Z. Rudnick, P. Sarnak, The behaviour of eigenstates of arithmetic hyperbolic manifolds, Comm. in Math. Physics 161, 195–213 (1994).
- W. Luo, Z. Rudnick and P. Sarnak, On Selberg's eigenvalue conjecture, Geom. and Func. Analysis  5 (1995), 387–401.
- Z. Rudnick and P. Sarnak, Zeros of principal L-functions and random matrix theory, Duke Mathematical Journal 81 (1996), 269–322 (special volume in honor of J. Nash).
- P. Kurlberg and Z. Rudnick, Hecke theory and equidistribution for the quantization of linear maps of the torus, Duke Mathematical Journal 103 (2000), 47–78.
- Z. Rudnick and K. Soundararajan, Lower bounds for moments of L-functions, Proc. of the National Academy of Sciences of the USA, 102 (19), (May 10, 2005), 6837–6838.
- Z. Rudnick, What is Quantum Chaos?, Notices of the AMS, 55 number 1 (2008), 32–34.
- J. Bourgain and Z. Rudnick, Restriction of toral eigenfunctions to hypersurfaces, C.R. Math. Acad. Sci. Paris 347 (2009), no 21–22, 1249–1253.
- Jonathan P. Keating and Zeev Rudnick, The variance of the number of prime polynomials in short intervals and in residue classes. International Mathematics Research Notices 2012; doi: 10.1093/imrn/rns220.
- Alexei Entin, Edva Roditty-Gershon and Zeev Rudnick, Low-lying zeros of quadratic Dirichlet L-functions, hyper-elliptic curves and Random Matrix Theory, Geom. Funct. Anal. 23 (2013), no. 4, 1230–1261. doi:10.1007/s00039-013-0241-8